# Lula Galvão
Luís Guilherme Farias Galvão, mais conhecido como, Lula Galvão (Brasília, 1962) é um violonista e guitarrista brasileiro.
Lula tocou com nomes como Caetano Veloso, Guinga, Rosa Passos e Leila Pinheiro.
Galvão acompanhou Cláudio Roditi em vários festivais de jazz pelo mundo. Acompanhou também Ivan Lins no Japão e na Europa bem como Rosa Passos em vários países europeus.

## Biografia
Aos nove anos, ganhou de seu pai o primeiro violão. Os amigos pediam para ele parar de tocar, pois fazia barulho o dia inteiro. O banheiro de casa, seu primeiro estúdio de ensaio: bela acústica! De formação inicialmente autodidata, teve rápidos contatos com alguns professores brasilienses, dentre eles: Luciano Flemming e Paulo André Tavares, que prontamente identificaram seu talento nato e a disciplina necessária para fazer dele o músico admirado em todas cidades e países por onde se apresenta, reconhecido tanto pelas platéias como pela crítica especializada. Desde cedo dedicou-se intensamente ao instrumento, somando experiências bastante ecléticas inicialmente: Clube do Choro, bandas de rock'roll, jazz e muita bossa nova influência direta de seus dois irmãos mais velhos: o genial baterista Zequinha Galvão, falecido (1996), e o contrabaixista, compositor contemporâneo e maestro Carlos Galvão, também falecido (2009) - música, aliás, é a chama acesa desta família de instrumentistas, que segue já em sua segunda geração.
A inventiva originalidade de sua maneira de tocar e o modo jazzístico de improvisar, aliam-se ao desenho mágico de seus solos impressionantes, sem deixar escapar também a qualidade de seus arranjos de base e para orquestra, cujo colorido harmônico revela ao mesmo tempo o casamento da mais preciosa brasilidade com o refinamento das mais belas interpretações absolutamente universais. O somatório de tantos atributos, é certamente responsável pela extensa agenda de shows e gravações desse extraordinário musicista, somente comparável à enorme diversidade de suas participações, em palco e estúdios, nos trabalhos de grandes vultos de nossa música, tais como: Fátima Guedes, Leila Pinheiro, Rosa Passos, Joyce Moreno, Gal Costa, Ivan Lins, Caetano Veloso, Chico Buarque, Zé Renato, Cláudio Roditi, Paula e Jaques Morelenbaum, Guinga, Ron Carter,  Wagner Tiso, Edú Lobo, Frank Gambale, Didier Lockwood, Cristóvão Bastos, Léo Gandelman, Jorge Helder, Hamilton de Holanda, Paquito D'Rivera, Kenny Baron,  Monica Salmaso e tantos outros. A destreza e dedicação deste músico é perceptível tanto quando o ouvimos tocar a guitarra elétrica ou o violão acústico, a grande novidade é sua mais nova paixão, o cavaquinho. Em dueto com o excepcional violonista e compositor Guinga, encantou diversificadas platéias que não se limitaram ao solo brasileiro. Aliás, o seu disco solo, lançamento recente do selo "Biscoito Fino", alimenta os recônditos sentidos dos amantes da boa música, com muito ginga, bossa e suingue. Vale a pena conferir "Bossa da minha Terra". O virtuosismo de Lula Galvão aliado ao indiscutível talento de instrumentistas como Idriss Boudrioua (saxofone), Fernando Moraes (piano), Sérgio Barrozo (contrabaixo), Rafael Barata (bateria), além das participações especialíssimas de Rosa Passos, Cláudio Roditi, Raul de Souza e Mauricio Einhorn. O disco apresenta um refinado repertório que inclui mestres da Bossa Nova, como Tom Jobim (Esperança Perdida, Ligia e Outra Vez), João Donato (Minha Saudade e Quem Diz que Sabe), Carlos Lyra (Você e Eu), Durval Ferreira (Samba Novo) e Roberto Menescal (Rio), Mauricio Einhorn (Tristeza de Nós Dois) e o grande compositor americano Irving Berlin (Change Partners).
Recentemente, o violonista Victor Polo em sua dissertação de mestrado perante Banca do Instituto de Artes da Unicamp,  avaliou não apenas as músicas tocadas por Galvão, mas também sua sonoridade, postura física em relação ao violão e à guitarra, e rotina de estudos. O pesquisador ainda relacionou o trabalho do músico a uma vertente ou “escola” de violão brasileiro, reconhecida internacionalmente por ter nomes como Baden Powell, Marco Pereira e Yamandu Costa, destacando, ainda, a influência do violonista Hélio Delmiro no trabalho de Galvão.
“A performance é o ato de pôr em prática a música. Eu analisei como Lula Galvão toca sozinho ou participando de diferentes formações instrumentais. Sendo um músico muito requisitado como acompanhador, a intenção foi observar como ele transita nessas formações em diferentes gêneros musicais”, acrescenta o mestrando, para também concluir que:“Lula encontrou em Hélio um modelo estético a seguir. Tal como Delmiro, ele transita com grande competência entre o violão e a guitarra, empregando muitas vezes os dedos em vez da palheta na versão elétrica, sendo esta uma das principais particularidades técnicas de Hélio Delmiro. No entanto, Lula também utiliza a palheta na versão clássica, algo que se distancia do universo tradicional do violão brasileiro”, descreve Victor.
Lula Galvão lançou em 2018, no Espaço Cultural do Choro, mais um disco solo intitulado "Alegria de viver", gravado em Bonn, na Alemanha. Nesse trabalho, reuniu arranjos criados para clássicos de mestres da música popular brasileira como Carinhoso (Pixinguinha), Brigas nunca mais (Tom Jobim), Zanzibar (Edu Lobo) e Rapaz de Bem (Johnny Alf).
“Embora tenha me radicado no Rio de Janeiro há 20 anos, Brasília mantém-se como referência para mim. Foi aqui, na fase inicial da minha carreira que construí a base para o meu trabalho. Lançar o Alegria de viver no Clube do Choro é muito importante”, frisa. Ele tem como convidados o contrabaixista Daniel Castro e o baterista Di Stefano.